# Hugo Winckler

Hugo Winckler

Hugo Winckler (* 4. Juli 1863 in Gräfenhainichen; † 19. April 1913 in Berlin) war ein deutscher Altorientalist.
Winckler war ein Sohn des ersten Bahnmeisters der Stadt. Er studierte an der Universität Berlin bei Eberhard Schrader, dem Begründer der deutschen Assyriologie, und wurde am 24. Juni 1886 mit einer Arbeit über die Keilschrifttexte Sargons promoviert. Als Professor (ab 1904) für Orientalische Sprachen an der Universität Berlin beschäftigte sich Winckler mit Keilschriften. Bei Studien in den königlich-ägyptischen Archiven in Tell El-Amarna stieß er auf zwei Tafeln, die Keilschrift-Texte der kurz zuvor noch unbekannten hethitischen Keilschrift enthielten.
Auf seine Initiative hin begannen 1906 gemeinsam mit Theodor Makridi Ausgrabungen in Boğazköy im anatolischen Hochland. Die dort gefundenen Schrifttafeln belegten endgültig, dass es sich bei dem Ort um die Hauptstadt des hethitischen Reiches, Ḫattuša, handelte. Die Grabungen wurden 1907 bis 1912 fortgesetzt.
In seinem Aufsatz Vorläufige Nachrichten über die Ausgrabungen in Boghaz-köi im Sommer 1907 stellte Winckler die Geschichte des hethitischen Großreichs dar, wobei er sich auf eine Reihe von Staatsverträgen in akkadischer Sprache stützte. Er leistete damit einen wichtigen Beitrag zur Erforschung der Geschichte des Vorderen Orients.
Auf Winckler geht auch die Gleichsetzung der „Hurri“ mit den Biblischen Hurritern zurück. Hugo Winckler propagierte auch den von seinem Gegner Karl Budde geprägten Begriff „Panbabylonismus“, um den von ihm postulierten weitreichenden Einfluss des assyrischen Denkens auf den israelischen Gottesgedanken zu beschreiben, den er als Echo des Astralkultes ansah. Damit spielte er im Babel-Bibel-Streit eine wichtige Rolle, da seine Vorstellung, die antike Geisteskultur und damit die gesamte abendländische Kultur gehe auf altorientalische Erkenntnisse und Errungenschaften zurück, noch weit radikaler als die gemäßigteren Anschauungen von Friedrich Delitzsch waren.

## Schriften (Auswahl)
- Bericht über die Thontafeln von Tell-el-Amarna im Königlichen Museum zu Berlin und im Museum von Bulaq. Sitzungsberichte der preussischen Akademie der Wissenschaften, Berlin 1888.
- Die Keilschrifttexte Sargons. Verlag Eduard Pfeiffer, Leipzig 1889.
- Untersuchungen zur altorientalischen Geschichte. Verlag Eduard Pfeiffer, Leipzig 1889.
- Historische Texte des neubabylonischen Reiches. Hugo Winckler, Berlin 1890. (Keilinschriftliche Bibliothek Bd. 3, 2)
- Geschichte Babyloniens und Assyriens. Verlag Eduard Pfeiffer, Leipzig 1892. (Völker und Staaten des alten Orients Bd. 1)
- Die Thontafeln von Tell-el-Amarna. Reuther & Reichard  Berlin 1896. (Keilinschriftliche Bibliothek  Bd. 5)
  - The Tell-el-Amarna-letters. Lemcke & Buechner, New York 1896.
- Völker und Staaten des alten Orients. Verlag Eduard Pfeiffer, Leipzig 1892–1900.
- Sammlung von Keilschrifttexten I - II 1, 2. Verlag Eduard Pfeiffer, Leipzig 1893/94.
- Keilinschriftliches Textbuch zum Alten Testament. J. C. Hinrichs, Leipzig  1892. (Hilfsbücher zur Kunde des alten Orients Bd. 1)
- (Hrsg.): Altorientalische Forschungen. Verlag Eduard Pfeiffer, Leipzig 1893–1902.
- Altbabylonische Keilschrifttexte  zum Gebrauche bei Vorlesungen. Verlag Eduard Pfeiffer,  Leipzig  1892.
- Die sabäischen Inschriften der Zeit Alhan Nahfan’s. Peiser, Berlin 1897 (Mitteilungen der Vorderasiatischen Gesellschaft 5)
- Die Völker Vorderasiens. J. C. Hinrichs, Leipzig 1899 (Der Alte Orient, Jg. 1, Heft 1)
- Vom Euphrat zum Tiber. Untersuchungen zur alten Geschichte. Verlag Eduard Pfeiffer, Leipzig 1899 (unter dem Pseudonym Christian Mücke).
- Die politische Entwicklung Babyloniens und Assyriens. J. C. Hinrichs, Leipzig 1900 (Der Alte Orient, Jg. 2, Heft 1)
- Arabisch-Semitisch-Orientalisch. Kulturgeschichtlich-mythologische Untersuchungen. Peiser, Berlin  1901 (Mitteilungen der Vorderasiatischen Gesellschaft 4. 5)
- Das alte Westasien. In: Hans F. Helmolt (Hrsg.): Weltgeschichte. Bd. 3.  Bibliographisches Institut, Leipzig 1901, S. 3 ff.
  - The History of Babylonia and Assyria. übersetzt v.  James Alexander Craig, Scribner’s, New York 1907.  Übersetzung von  Das alte Westasien. in:  Helmolt’s Weltgeschichte. Bd. 3. Bibliographisches Institut, Leipzig 1901
- Die Gesetze Hammurabis, Königs von Babylon um 2250 v. Chr. Leipzig 1902. (Der Alte Orient, Jg. 4, Heft 4).
- Die babylonische Kultur in ihren Beziehungen zur unsrigen: Ein Vortrag. 2. Aufl., J. C. Hinrichs, Leipzig 1902
- Abraham als Babylonier, Joseph als Ägypter: der weltgeschichtliche Hintergrund der biblischen Vätergeschichten auf Grund der Keilinschriften. J. C. Hinrichs, Leipzig 1903
- Gesetze Hammurabis in Umschrift und Übersetzung.  J. C. Hinrichs, Leipzig 1904
- Geschichte der Stadt Babylon. J. C. Hinrichs, Leipzig 1904 (Der Alte Orient Jg. 6, Heft 1)
- Die Euphratländer und das Mittelmeer. J. C. Hinrichs, Leipzig 1905. (Der Alte Orient Jg. 7, Heft 2).
- Auszug aus der vorderasiatischen Geschichte. J. C. Hinrichs, Leipzig 1905
- Religionsgeschichtlicher und geschichtlicher Orient. Eine Prüfung der Voraussetzungen der „religionsgeschichtlichen“ Betrachtung des Alten Testaments und der Wellhausen’schen Schule. J. C. Hinrichs, Leipzig  1906.
- Der alte Orient und die Geschichtsforschung. Eine unvollendete Schrift. Peiser, Berlin 1906 (Mitteilungen der Vorderasiatischen Gesellschaft 11, 1)
- Altorientalische Geschichts-Auffassung. E. Pfeiffer, Leipzig 1906. (Ex Oriente Lux II, 2)
- Die babylonische Geisteskultur in ihren Beziehungen zur Kulturentwicklung der Menschheit. Quelle & Meyer, Heidelberg 1907 (Wissenschaft und Bildung: Einzeldarstellungen aus allen Gebieten des Wissens Bd. 15)
- Nach Boghasköi. Ein nachgelassenes Fragment. (Der Alte Orient; 14,3). Leipzig: Hinrichs 1913.
- Die jüngsten Kämpfer wider den Panbabylonismus. J. C. Hinrichs, Leipzig 1907. (Im Kampfe um den Alten Orient Bd. 2)
- Das Vorgebirge am Nahr-el-Kelb und seine Denkmäler. J. C. Hinrichs, Leipzig 1909. (Der Alte Orient Jg. 10, Heft 4)
- Vorderasien im zweiten Jahrtausend auf Grund archivalischer Studien.  J. C. Hinrichs, Leipzig 1913 (Mitteilungen der Vorderasiatischen Gesellschaft 4)